# اسما الظرونی
اسما الظرونی زادهٔ ۱۹۶۱ (۶۳–۶۴ سال)) نویسنده داستان کوتاه، کتابدار، مربی و شاعر اهل امارات متحده عربی است.
او به عنوان نایب رئیس انجمن نویسندگان امارت فعالیت داشته‌است.
او در سمینارها و کنفرانس‌های مختلفی از جمله: مسابقه بین‌المللی نامه نویسی(۲۰۰۶) و نمایشگاه کتاب پاریس(۲۰۱۸) شرکت کرده‌است.